# Crimson Jazz Trio
Le Crimson Jazz Trio est un trio de jazz dont le répertoire se compose de reprises de King Crimson. Il naît en 2004 autour de l'ex-membre de King Crimson Ian Wallace et sort un album, The King Crimson Songbook, Volume One (2005). Quelques concerts s'ensuivent aux États-Unis, mais la maladie de Wallace y met rapidement un terme. Il meurt en février 2007, après l'enregistrement d'un deuxième album, The King Crimson Songbook, Volume Two, paru en 2009 chez Inner Knot Records.